# Podocarpus transiens
Podocarpus transiens é uma espécie de conífera da família Podocarpaceae.
Apenas pode ser encontrada no Brasil.